# Samsung Galaxy Watch Active 2
Samsung Galaxy Watch Active 2 (stilizat ca Samsung Galaxy Watch Active2) este un ceas inteligent dezvoltat de Samsung Electronics, care rulează sistemul de operare Tizen. Anunțat pe 5 august 2019, Active 2 a fost programat pentru a fi disponibil în Statele Unite începând cu 23 septembrie 2019.
Active 2 a fost lansat în două dimensiuni: 40 mm sau 44 mm, oferind două formate de conectivitate: Bluetooth sau LTE. Versiunea LTE funcționează independent ca un telefon și permite utilizatorului să efectueze apeluri, să trimită mesaje text, să realizeze plăți și să redea muzică sau videoclipuri fără a fi necesară prezența unui smartphone în apropiere. O ediție Under Armour a lui Active 2 a fost lansată la 11 octombrie 2019, a fost lansată pe 11 octombrie 2019, incluzând un cadran de ceas și o curea inscripționată cu logo-ul Under Armour.
Samsung a anunțat, ca parte a demersului său de a trece de la sistemul de operare Tizen la Wear OS de la Google începând cu august 2022, că Watch Active 2 nu va mai primi actualizări software și de securitate, în timp ce Watch 3 va continua să primească actualizări software până în 2023.

## Specificații
| Caracteristică             | Specificație                                                                                     |
| -------------------------- | ------------------------------------------------------------------------------------------------ |
| Dimensiune                 | 40 mm sau 44 mm                                                                                  |
| Ecran                      | AMOLED circular, 1.4 inch, 360 x 360 pixeli                                                      |
| Procesor                   | Exynos 9110 dual-core                                                                            |
| Memorie RAM                | 1.5 GB                                                                                           |
| Stocare internă            | 4 GB                                                                                             |
| Conectivitate              | Bluetooth 5.0, Wi-Fi 802.11 b/g/n, NFC                                                           |
| Senzori                    | Accelerometru, giroscop, barometru, senzor de lumină ambientală, senzor de ritm cardiac, ECG     |
| Baterie                    | 340 mAh                                                                                          |
| Durata de viață a bateriei | Până la 4 zile (utilizare normală)                                                               |
| Rezistență la apă          | 5 ATM (50 de metri)                                                                              |
| Software                   | Tizen OS 4.0                                                                                     |
| Funcții suplimentare       | GPS, Glonass, Beidou, Galileo, monitorizare somn, urmărire fitness, plată mobilă, muzică offline |